# Alexandru Tudor
Alexandru Dan Tudor (né le 13 septembre 1971 à Bucarest) est un arbitre roumain de football, qui, commençant sa carrière en 1990, officie en première division roumaine depuis 1999 et est international depuis 2001.

## Carrière
Il a officié dans des compétitions majeures : 
- Coupe du monde de football des moins de 17 ans 2001 (2 matchs)
- Supercoupe de Roumanie de football 2002
- Supercoupe de Roumanie de football 2006